# Jean Deza
Jean Carlos Francisco Deza Sánchez (Callao, 9 de junio de 1993) es un futbolista peruano que juega como extremo izquierdo en el Santos FC de la Liga 2 de Perú. Fue internacional con la selección de fútbol de Perú.

## Trayectoria
Comenzó en la Academia Cantolao del Callao. Luego de entrenar con los equipos argentinos de Lanús y Boca Juniors durante un año y el equipo alemán FC Freiburg durante 2 meses, al cumplir 18 años acepta la oferta del Club MSK Zilina de Eslovaquia.

### MŠK Žilina y Universidad San Martín de Porres
El 27 de agosto de 2011, Deza debutó profesionalmente en la liga eslovaca. Durante su primera temporada, Deza consiguió ganar la Superliga de Eslovaquia de la temporada 2011-2012 y la Copa de Eslovaquia 2012. En su segunda temporada en el fútbol de Eslovaquia solo alterna en algunos partidos. Jugó su primer partido de calificación para la Champions League el 17 de julio de 2012.  La victoria por 1-0 en casa no fue suficiente para obtener el pase a la siguiente ronda, ya que perdieron el partido de vuelta con un resultado de dos goles a cero.
Luego del sudamericano Sub-20 de Argentina, el 20 de marzo del 2013 firmó contrato con el club Universidad San Martín de Porres.

### Montpellier
En agosto del 2013 fue cedido a préstamo por un año con opción de compra al club Montpellier Hérault de la Ligue 1 de Francia. El 14 de septiembre de 2013, hizo su debut en la Ligue 1 en el Stade de la Mosson durante el empate 0-0 contra el Stade de Reims. Luego de jugar los últimos partidos del Campeonato Francés 2014 como titular, fue convocado a la Selección nacional de Perú en el mes de abril. En el verano del 2014 firma contrato con el Montpellier H. S. C. hasta junio del 2017.
En su segundo año en Monpellier no llegó a jugar los primeros partidos de la temporada 2014/15 por una lesión y fue alternando con la reserva. A fines del 2014 Deza decide quedarse en Perú a pasar el verano y Montpellier lo declara transferible y el 22 de enero de 2015 acepta la oferta del Alianza Lima del Perú, el jugador fue en calidad de préstamo durante 6 meses.

### Alianza Lima y vuelta al Montpellier
El 26 de enero de 2015 el Alianza Lima lo presentó públicamente y debutó el 18 de febrero en el Torneo del Inca ante Unión Comercio. Tuvo alguna continuidad en Alianza Lima y volvió a jugar contra Sport Loreto ingresando en los minutos finales del encuentro. El 21 de marzo, Ricardo Gareca lo convoca a la selección para el amistoso contra Venezuela. Luego de algunos problemas de disciplina en julio de 2015 regresa a Francia a su equipo el Montpellier. Durante los meses de octubre y noviembre disputó todos los partidos de su equipo en la Liga Francesa varios de ellos como titular. En mayo del 2016 su contrato con el Club Montpellier es rescindido de mutuo acuerdo.

### Levski Sofia y retorno al Perú
Es presentando al Levski Sofia de la Liga A de Bulgaria por dos años, sin embargo, tras una floja temporada donde solo logró un gol llega a Lima por vacaciones de Navidad sin volver al club europeo, en consecuencia el club búlgaro presentó una demanda contra Deza por un mes sin presentarse a los entrenamientos del equipo, indicando que ya no pertenece más a la institución, permaneciendo sin jugar hasta el 16 de agosto de 2017 tras muchos especulaciones es confirmado como fichaje del Sport Rosario. Ficharía por Sport Rosario a mitad del 2017 pero no pudo debutar debido a dicha sanción impuesta por la FIFA.

### Sport Huancayo y UTC
En 2018 ficha por el Sport Huancayo tras ser sancionado por la FIFA. Deza cuenta que estuvo meses sin jugar luego de fichar por Huancayo por su sanción y que uno de sus contactos tuvo que darle una “guitarra” a un representante de la FIFA que estaba de visita en Perú para que lo habiliten y pueda jugar.
En 2019 ficha por UTC para jugar la Copa Sudamericana donde ha ido ganando protagonismo con el pasar de los partidos. Marcó su primer gol contra el Sport Boys en el Torneo Apertura. Tras una buena temporada con el UTC de Cajamarca, a fines de 2019 volvió como refuerzo de Alianza lima para afrontar la temporada 2020.

### Segunda etapa en Alianza Lima
Su primer gol lo marcó en la 'Noche Blanquiazul' en la derrota del cuadro 'íntimo' por 1-2 ante el Millonarios de Colombia.
En el poco tiempo que estuvo en el cuadro blanquiazul, fue protagonista de un caso de indisciplina tras ser captado en altas horas de la noche junto a Carlos Ascues a inicios de año, pero el entrenador Pablo Bengoechea tomó con calma la situación y pudo seguir en el equipo. Sin embargo nuevamente fue protagonista de otro caso de indisciplina al ser captado por un programa de televisión junto a una modelo, el suceso generó gran rechazo por parte de los hinchas y el entrenador decidió no contar más con él para la Copa Libertadores. 
Luego de la renuncia de Pablo Bengoechea, llega el entrenador chileno Mario Salas que decide no contar con él. Posteriormente, el jugador fue cesado del cuadro blanquiazul.

### Deportivo Binacional y Carlos Stein
Tras ser cesado de Alianza Lima por indisciplina, el Deportivo Binacional lo ficha para la segunda mitad de la temporada 2020. Para la temporada 2021, Deza firma por una temporada con el Carlos Stein de la Liga 2 para buscar el ascenso a la máxima categoría. Deza fue titular durante gran parte de la temporada; sin embargo, a dos meses de jugar los play-off por el ascenso con el club carlista, el jugador se vio envuelto en un caso de indisciplina que lo separó del equipo. Por ende, el futbolista seguía entrenando y saliendo en lista con el plantel, pero nunca más fue alineado en el cuadro chiclayano. Después de conseguir el ascenso a través de los play-off con el Carlos Stein, a pesar de que él no jugó estas instancias, el club decidió no renovarle su contrato.  Sin embargo, regresó a la actividad futbolística al año siguiente cuando firmó por Asociación Deportiva Tarma.

### ADT y Cienciano
En  marzo de 2022, el equipo tarmeño anunció el fichaje de Deza para esa temporada. En el club jugaría hasta octubre de ese año, mes en el que terminó el torneo clausura.
A inicios de 2023, ficharía por el Cienciano del Cusco, equipo por el que jugaría el torneo apertura del mismo año.

### Alianza Universidad
Tras dejar el equipo imperial, en julio de 2023 pasó al Alianza Universidad de Huánuco para disputar la Liga 2.

### Alianza Atlético de Sullana
El 19 de marzo del 2024, el Alianza Atlético de Sullana confirmó el fichaje del delantero.Meses después, el futbolista se despedía de sus compañeros tras haber jugado solo un partido con AAS.

## Selección nacional
Fue internacional con la Selección Sub-20, y disputó el Campeonato Sudamericano de Fútbol Sub-20 de 2013 realizado en Argentina. El 10 de enero hizo su debut ante la selección de Selección de fútbol sub-20 de Uruguay, encuentro que culminó 3-3. La selección peruana logró la clasificación al hexagonal final y ocupó al final el 5 puesto y no logró clasificar a la Copa Mundial de Turquía. Deza disputó seis partidos en total y anotó un tanto (contra Ecuador).
| Competencia         | Sede      | Resultado | Part. | Goles |
| ------------------- | --------- | --------- | ----- | ----- |
| Sudamericano Sub-20 | Argentina | 5.º lugar | 6     | 1     |

### Selección absoluta
El 30 de mayo del año 2014, hizo su debut con la selección mayor contra la Selección Inglesa en el Estadio de Wembley al mando de Pablo Bengoechea con un resultado final de 3-0 , su último encuentro fue contra la Selección Venezolana en el debut de Ricardo Gareca con el combinado Nacional.
| \| Partidos \| Fecha \| Ciudad \| Local \| Resultado \| Visitante \| Competición \| Asis. \| \| -------- \| ---------- \| --------------- \| ---------- \| --------- \| --------- \| ----------- \| ----- \| \| 1 \| 30-5-2014 \| Londres \| Inglaterra \| 3 - 0 \| Perú \| Amistoso \| 0 \| \| 2 \| 3-6-2014 \| Lucerna \| Suiza \| 2 - 0 \| Perú \| Amistoso \| 0 \| \| 3 \| 4-9-2014 \| Dubái \| Irak \| 0 - 2 \| Perú \| Amistoso \| 1 \| \| 4 \| 9-9-2014 \| Doha \| Catar \| 0 - 2 \| Perú \| Amistoso \| 1 \| \| 5 \| 18-11-2014 \| Lima \| Perú \| 2 - 1 \| Paraguay \| Amistoso \| 0 \| \| 6 \| 31-3-2015 \| Fort Lauderdale \| Perú \| 0 - 1 \| Venezuela \| Amistoso \| 0 \| |            |                 |            |           |           |             |       |
| Partidos | Fecha      | Ciudad          | Local      | Resultado | Visitante | Competición | Asis. |
| 1 | 30-5-2014  | Londres         | Inglaterra | 3 - 0     | Perú      | Amistoso    | 0     |
| 2 | 3-6-2014   | Lucerna         | Suiza      | 2 - 0     | Perú      | Amistoso    | 0     |
| 3 | 4-9-2014   | Dubái           | Irak       | 0 - 2     | Perú      | Amistoso    | 1     |
| 4 | 9-9-2014   | Doha            | Catar      | 0 - 2     | Perú      | Amistoso    | 1     |
| 5 | 18-11-2014 | Lima            | Perú       | 2 - 1     | Paraguay  | Amistoso    | 0     |
| 6 | 31-3-2015  | Fort Lauderdale | Perú       | 0 - 1     | Venezuela | Amistoso    | 0     |

## Estadísticas

### Clubes
Datos actualizados hasta el 27 de septiembre de 2023.
| MŠK Žilina · Eslovaquia | 1.ª           | 2011/12       | 24  | 3  | 6  | 2 | —  | — | 30  | 5  | 0.17 |
| MŠK Žilina · Eslovaquia | 1.ª           | 2012/13       | 7   | 0  | 1  | 0 | 2  | 0 | 10  | 0  | 0    |
| MŠK Žilina · Eslovaquia | Total club    | Total club    | 31  | 3  | 7  | 2 | 2  | 0 | 40  | 5  | 0.13 |
| Universidad San Martín · Perú | 1.ª           | 2013          | 10  | 1  | —  | — | —  | — | 10  | 1  | 0.1  |
| Universidad San Martín · Perú | Total club    | Total club    | 10  | 1  | —  | — | —  | — | 10  | 1  | 0.1  |
| Montpellier Hérault S. C. Francia | 1.ª           | 2013-14       | 12  | 1  | 1  | 0 | —  | — | 13  | 1  | 0.08 |
| Montpellier Hérault S. C. Francia | 1.ª           | 2014-15       | 2   | 0  | 1  | 0 | —  | — | 3   | 0  | 0    |
| Alianza Lima · Perú | 1.ª           | 2015          | 5   | 0  | 7  | 0 | —  | — | 12  | 0  | 0    |
| Montpellier Hérault S. C. Francia | 1.ª           | 2015-16       | 7   | 0  | 1  | 0 | —  | — | 8   | 0  | 0    |
| Montpellier Hérault S. C. Francia | Total club    | Total club    | 21  | 1  | 3  | 0 | —  | — | 24  | 1  | 0.04 |
| Levski Sofia Bulgaria | 1.ª           | 2016-17       | 10  | 0  | 2  | 1 | 1  | 0 | 13  | 1  | 0.08 |
| Levski Sofia Bulgaria | Total club    | Total club    | 10  | 0  | 2  | 1 | 1  | 0 | 13  | 1  | 0.08 |
| Sport Huancayo · Perú | 1.ª           | 2018          | 17  | 1  | 0  | 0 | 2  | 0 | 19  | 1  | 0.05 |
| Sport Huancayo · Perú | Total club    | Total club    | 17  | 1  | 0  | 0 | 2  | 0 | 19  | 1  | 0.05 |
| UTC de Cajamarca · Perú | 1.ª           | 2019          | 32  | 6  | 3  | 0 | 2  | 0 | 37  | 6  | 0.16 |
| UTC de Cajamarca · Perú | Total club    | Total club    | 32  | 6  | 3  | 0 | 2  | 0 | 37  | 6  | 0.16 |
| Alianza Lima · Perú | 1.ª           | 2020          | 3   | 0  | —  | — | —  | — | 3   | 0  | 0    |
| Alianza Lima · Perú | Total club    | Total club    | 8   | 0  | 7  | 0 | 0  | 0 | 15  | 0  | 0    |
| Deportivo Binacional · Perú | 1.ª           | 2020          | 14  | 0  | 0  | 0 | 2  | 1 | 16  | 1  | 0.06 |
| Deportivo Binacional · Perú | Total club    | Total club    | 14  | 0  | 0  | 0 | 2  | 1 | 16  | 1  | 0.06 |
| Carlos Stein · Perú | 2.ª           | 2021          | 16  | 5  | 1  | 0 | —  | — | 17  | 5  | 0.29 |
| Carlos Stein · Perú | Total club    | Total club    | 16  | 5  | 1  | 0 | —  | — | 17  | 5  | 0.29 |
| ADT de Tarma · Perú | 1.ª           | 2022          | 24  | 5  | —  | — | —  | — | 24  | 5  | 0.21 |
| ADT de Tarma · Perú | Total club    | Total club    | 24  | 5  | 0  | 0 | —  | — | 24  | 5  | 0.21 |
| Cienciano · Perú | 1.ª           | 2023          | 6   | 0  | —  | — | 1  | 0 | 7   | 0  | 0    |
| Cienciano · Perú | Total club    | Total club    | 6   | 0  | 0  | 0 | 1  | 0 | 7   | 0  | 0    |
| Alianza Universidad · Perú | 2.ª           | 2023          | 8   | 0  | —  | — | —  | — | 8   | 0  | 0    |
| Alianza Universidad · Perú | Total club    | Total club    | 8   | 0  | 0  | 0 | —  | — | 8   | 0  | 0    |
| Total carrera | Total carrera | Total carrera | 197 | 22 | 23 | 3 | 10 | 1 | 230 | 26 | 0.12 |
| (1)Incluye datos de la Copa de Eslovaquia - Copa de Francia - Copa de la Liga de Francia - Copa Inca - Copa de Bulgaria - Copa Bicentenario. (2)Incluye datos de la Liga de Campeones de la UEFA (2012/13) - Liga Europa de la UEFA (2016/17) - Copa Sudamericana (2018 y 2019) - Copa Libertadores (2020). |               |               |     |    |    |   |    |   |     |    |      |

## Palmarés

### Campeonatos nacionales
| Título                  | Club       | País       | Año     |
| ----------------------- | ---------- | ---------- | ------- |
| Superliga de Eslovaquia | MŠK Žilina | Eslovaquia | 2011/12 |
| Copa de Eslovaquia      | MŠK Žilina | Eslovaquia | 2012    |

### Distinciones individuales
| Distinción                                                                | Año  |
| ------------------------------------------------------------------------- | ---- |
| Equipo ideal de la Liga 1 según el portal periodísticoDechalaca.com       | 2019 |
| Preseleccionado como volante en el mejor once de la Liga 2 según la SAFAP | 2021 |

## Controversias
El jugador había asistido a una fiesta clandestina en pleno estado de emergencia y toque de queda por la Pandemia del Coronavirus y fue intervenido por la policía en horas de madrugada del 10 de diciembre de 2020 junto con el colombiano Johan Arango. En enero de 2021, frente a la denominada segunda ola de la pandemia del coronavirus que atraviesa el Perú, participó en un campeonato de fútbol organizado por la Municipalidad de Caracoto en Puno, junto a otros futbolistas profesionales como Andy Polar y Exar Rosales.
El jugador ha sido intervenido muchas veces en actividades de su vida privada en diferentes programas de la TV peruana debido a su reiterada indisciplina y agresiones físicas contra su pareja. Si bien el futbolista pudo haber llegado al estrellato con su talento, su reiterada indisciplina, falta de compromiso por el trabajo arduo y agresiones físicas han hecho que no se cumpla realidad.